# Otto Löhr

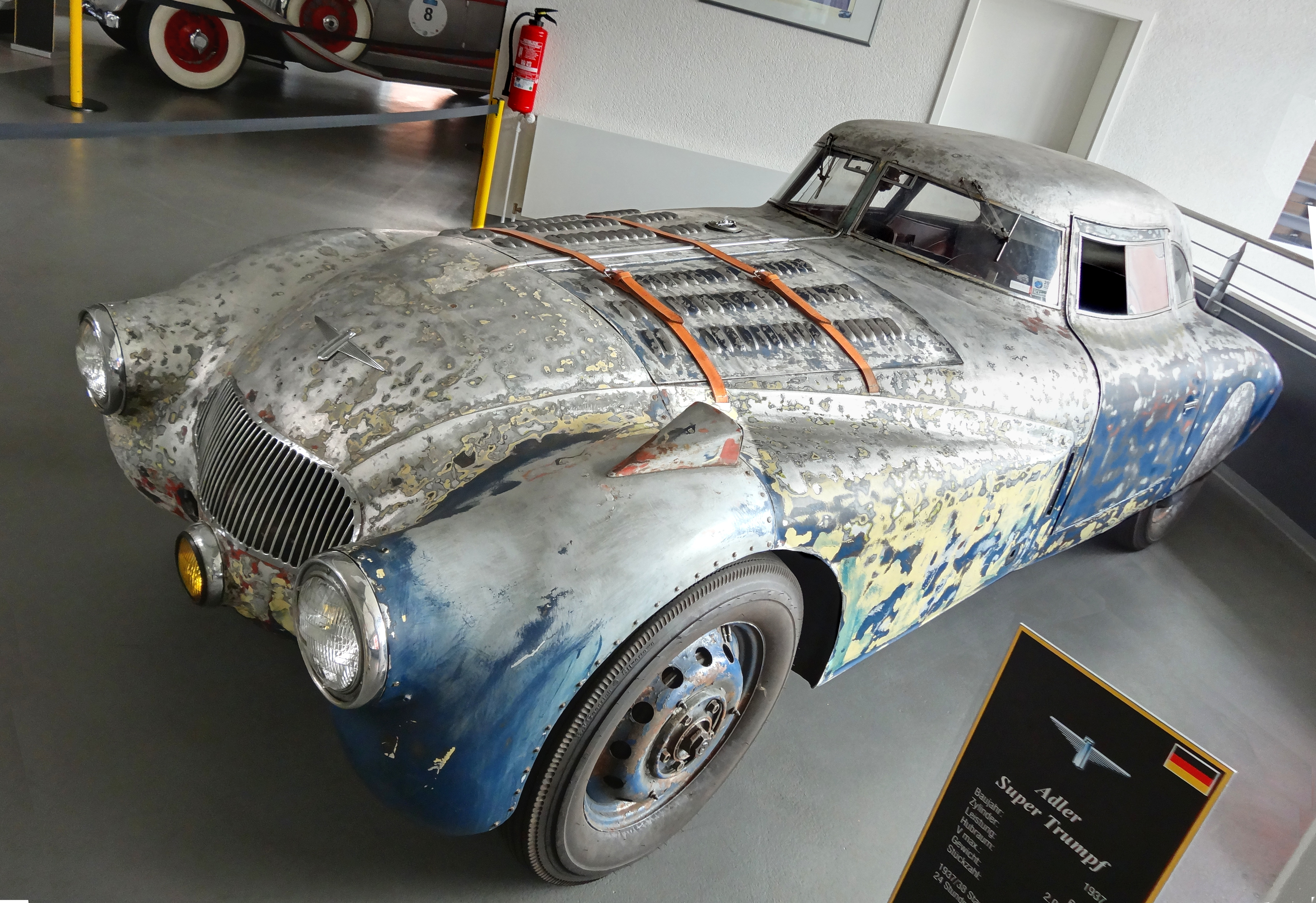
Ein Adler-Super-Trumpf-Rennwagen, der 1937 und 1938 in Le Mans an den Start ging

Hans Otto Löhr (* 1900; † 1989) war ein deutscher Unternehmer und Automobilrennfahrer.

## Karriere als Rennfahrer
Löhr war in der zweiten Hälfte der 1930er-Jahre als Automobilrennfahrer aktiv und ging als Werksfahrer für die Adlerwerke auf Adler-Trumpf-Rennwagen u. a. zwischen 1937 und 1939 beim 24-Stunden-Rennen von Le Mans sowie 1936 und 1938 beim 24-Stunden-Rennen von Spa-Francorchamps an den Start. Außerdem ist ein Rennstart 1939 beim Eläintarhanajo in Finnland verzeichnet.
In Le Mans wurde er 1937 gemeinsam mit Paul von Guilleaume Gesamt-Neunter und Fünfter der 2-Liter-Klasse und 1938 Gesamt-Siebter und Sieger der 1,5-Liter-Klasse. In Spa erreichte das Team von Guilleaume/Löhr 1936 Rang acht und 1938 Rang sieben.
Beim Sportwagenrennen des Eläintarhanajo im Park Eläintarha / Djurgården (Tiergarten) in Helsinki belegte Löhr hinter Uli Richter (BMW) Rang zwei.

## Sonstiges
Otto Löhr war viele Jahre Geschäftsführer der Koblenzer Automobilgroßhandlung Löhr & Becker. Er war verheiratet und hatte einen Sohn und eine Tochter. Der Sohn († 2013) wurde sein Nachfolger in der Leitung des Unternehmens.

## Statistik
Le-Mans-Ergebnisse
| Jahr | Team       | Fahrzeug                         | Teamkollege         | Platzierung            | Ausfallgrund    |
| ---- | ---------- | -------------------------------- | ------------------- | ---------------------- | --------------- |
| 1937 | Adlerwerke | Adler Super Trumpf Rennlimousine | Paul von Guilleaume | Rang 9                 |                 |
| 1938 | Adler      | Adler Trumpf Rennlimousine       | Paul von Guilleaume | Rang 7 und Klassensieg |                 |
| 1939 | Adler      | Adler Trumpf                     | Paul von Guilleaume | Ausfall                | Zylinderschaden |